# Landkreis Bruchsal
Der Landkreis Bruchsal war ein Landkreis in Baden-Württemberg, der im Zuge der Kreisreform am 1. Januar 1973 aufgelöst wurde.

## Geografie

### Lage
Der Landkreis Bruchsal lag im Nordwesten Baden-Württembergs.
Geografisch hatte er Anteil am Kraichgau im Osten und an der Oberrheinischen Tiefebene im Westen. Die Kreisstadt lag etwa in der südlichen Mitte des Landkreises.

### Nachbarkreise
Seine Nachbarkreise waren Anfang 1969 im Uhrzeigersinn beginnend im Norden Mannheim, Heidelberg, Sinsheim und Karlsruhe. Im Westen bildete der Rhein die Landesgrenze zu Rheinland-Pfalz mit den dortigen Landkreisen Germersheim und Speyer.

## Geschichte
Das Gebiet des Landkreises Bruchsal gehörte seit 1806, als Baden zum Großherzogtum erhoben wurde, zu den Ämtern Bretten, Bruchsal, Gochsheim, Gondelsheim, Odenheim und Philippsburg. Das Amt Odenheim wurde bereits 1807, Gochsheim 1810 und Gondelsheim 1826 aufgelöst. 1864 wurden die Bezirksämter Philippsburg und Bruchsal vereinigt, so dass es somit nur noch das Bezirksamt Bretten und das Bezirksamt Bruchsal gab, die beide zum Landeskommissärbezirk Karlsruhe gehörten. Im Rahmen der Badischen Verwaltungsneugliederung wurde 1936 das Amt Bretten aufgelöst. Der nördliche Teil kam zum Bezirksamt Bruchsal, der südliche Teil zum Bezirksamt Karlsruhe. Wie alle badischen Bezirksämter erhielt das Bezirksamt Bruchsal 1939 aufgrund des Gesetzes über die Landkreisselbstverwaltung die Bezeichnung Landkreis Bruchsal.
Nach der Bildung des Landes Baden-Württemberg 1952 gehörte der Landkreis zum Regierungsbezirk Nordbaden. Durch die Gemeindereform ab 1970 veränderte sich das Kreisgebiet in fünf Fällen. Am 1. September 1971 wurde die Gemeinde Landshausen, bisher Landkreis Sinsheim, dem Landkreis Bruchsal zugeordnet, weil sie am gleichen Tag Teil der neu gebildeten Stadt Kraichtal wurde. Am 1. Januar 1972 wurden die Gemeinden Eichelberg und Tiefenbach, beide ebenfalls Landkreis Sinsheim, in die Gemeinde Östringen eingegliedert und die Gemeinde Neudorf mit der Gemeinde Graben zur Gemeinde Graben-Neudorf vereinigt. Eichelberg und Tiefenbach gehörten danach zum Landkreis Bruchsal, während Neudorf nun zum Landkreis Karlsruhe gehörte. Am 1. März 1972 wurde die Gemeinde Neibsheim in die Stadt Bretten eingegliedert und gehörte somit ebenfalls zum Landkreis Karlsruhe.
Mit Wirkung vom 1. Januar 1973 wurde der Landkreis Bruchsal schließlich aufgelöst und seine Gemeinden dem Landkreis Karlsruhe zugeordnet, der damit Rechtsnachfolger des Landkreises Bruchsal wurde.

### Einwohnerentwicklung
Alle Einwohnerzahlen sind Volkszählungsergebnisse.
| Jahr               | Einwohner |
| ------------------ | --------- |
| 17. Mai 1939       | 91.387    |
| 13. September 1950 | 104.344   |

| Jahr         | Einwohner |
| ------------ | --------- |
| 6. Juni 1961 | 119.009   |
| 27. Mai 1970 | 140.095   |

## Politik

### Landrat
Die Oberamtmänner bzw. Landräte des Bezirksamts bzw. Landkreises Bruchsal 1807–1972:
| - 1807–1810: Johann Cassinone - 1810–1819: Joseph Guhmann (Oberamtmann des Stadt- und Ersten Landamts) - 1809–1822: Kaspar Machauer (bis 1819 Oberamtmann beim Zweiten Landamt) - 1822–1832: Kaspar Gemehl - 1832–1836: Jakob Wundt - 1836–1855: Alban Leiblein - 1855: August Eichrodt - 1855–1869: Adolf Leiber - 1869–1874: Friedrich von Preen - 1874–1881: Eduard Montford - 1881–1891: Rudolf Rüdt von Collenberg-Eberstadt - 1891–1898: Roderich Straub | - 1898–1900: Edmund Lang - 1900–1902: Wilhelm Groos - 1902–1908: Anton Josef Beck - 1908–1913: Hermann Ludwig Pfeiffer - 1913–1923: Hermann Kiefer - 1924–1930: August Hofmann - 1930–1938: Gustav Bechtold - 1939–1945: Friedrich Denzel - 1945–1946: Werner Middelmann (kommissarisch) - 1946–1961: Leo Weiß - 1961–1972: Friedrich Müller, SPD |

### Wappen
Blasonierung: Gespalten von Blau und Gold, vorn ein durchgehendes, geschliffenes silbernes Kreuz, hinten ein roter Bundschuh. Das Wappen wurde dem Landkreis Bruchsal am 13. Februar 1964 verliehen.
Das „Speyerer Kreuz“ steht für das ehemalige Fürstbistum Speyer, zu dem der größte Teil des Kreisgebiets bis 1806 gehörte. Der Bundschuh ist das Symbol des Bauernaufstandes von 1502, der in Unter- und Obergrombach seinen Anfang nahm. Einer der damaligen Bauernführer war Joß Fritz aus Untergrombach.

## Wirtschaft und Infrastruktur

### Verkehr
Durch das Kreisgebiet führt von Nord nach Süd die Bundesautobahn 5 Heidelberg-Karlsruhe und die etwa parallel laufende B 3. Weitere Bundesstraßen sind im Westen die B 36, im Süden die B 35 und im Norden die B 292.

## Gemeinden
Zum Landkreis Bruchsal gehörten ab 1938 zunächst 38 Gemeinden, davon 5 Städte einschließlich der erst 1930 aus der Gemarkung Oberhausen neu gebildete Gemeinde Waghäusel.
Am 7. März 1968 stellte der Landtag von Baden-Württemberg die Weichen für eine Gemeindereform. Mit dem Gesetz zur Stärkung der Verwaltungskraft kleinerer Gemeinden war es möglich, dass sich kleinere Gemeinden freiwillig zu größeren Gemeinden vereinigen konnten. Den Anfang im Landkreis Bruchsal machten die Gemeinden Ubstadt und Weiher, die sich mit Wirkung vom 1. April 1970 zur Gemeinde Ubstadt-Weiher vereinigten. In der Folgezeit reduzierte sich die Zahl der Gemeinden stetig, bis der Landkreis Bruchsal schließlich am 1. Januar 1973 im Landkreis Karlsruhe aufging.
Die größte Gemeinde des Landkreises war die Kreisstadt Bruchsal. Die kleinste Gemeinde war Neuenbürg.
In der Tabelle stehen die Gemeinden des Landkreises Bruchsal vor der Gemeindereform. Alle Gemeinden gehören heute zum Landkreis Karlsruhe. Die Einwohnerangaben beziehen sich auf die Volkszählungsergebnisse in den Jahren 1961 und 1970.
| frühere Gemeinde           | heutige Gemeinde       | Einwohner am 6. Juni 1961 | Einwohner am 27. Mai 1970 |
| -------------------------- | ---------------------- | ------------------------- | ------------------------- |
| Bad Langenbrücken          | Bad Schönborn          | 2.821                     | 3.347                     |
| Bad Mingolsheim            | Bad Schönborn          | 3.626                     | 4.399                     |
| Bahnbrücken                | Kraichtal              | 462                       | 519                       |
| Bruchsal, Große Kreisstadt | Bruchsal               | 22.578                    | 27.308                    |
| Büchenau                   | Bruchsal               | 1.075                     | 1.538                     |
| Forst bei Bruchsal         | Forst                  | 4.200                     | 4.708                     |
| Gochsheim, Stadt           | Kraichtal              | 1.490                     | 1.632                     |
| Gondelsheim                | Gondelsheim            | 1.704                     | 2.047                     |
| Hambrücken                 | Hambrücken             | 3.009                     | 3.595                     |
| Heidelsheim, Stadt         | Bruchsal               | 2.937                     | 3.150                     |
| Helmsheim                  | Bruchsal               | 1.321                     | 1.431                     |
| Huttenheim                 | Philippsburg           | 1.873                     | 2.136                     |
| Karlsdorf                  | Karlsdorf-Neuthard     | 3.168                     | 3.847                     |
| Kirrlach                   | Waghäusel              | 7.082                     | 8.417                     |
| Kronau                     | Kronau                 | 3.719                     | 4.259                     |
| Menzingen                  | Kraichtal              | 1.673                     | 1.865                     |
| Münzesheim                 | Kraichtal              | 1.573                     | 1.855                     |
| Neibsheim                  | Bretten                | 1.200                     | 1.334                     |
| Neudorf                    | Graben-Neudorf         | 3.715                     | 4.346                     |
| Neuenbürg                  | Kraichtal              | 389                       | 419                       |
| Neuthard                   | Karlsdorf-Neuthard     | 2.324                     | 3.063                     |
| Oberacker                  | Kraichtal              | 494                       | 567                       |
| Obergrombach, Stadt        | Bruchsal               | 1.703                     | 2.099                     |
| Oberhausen                 | Oberhausen-Rheinhausen | 5.723                     | 6.083                     |
| Oberöwisheim               | Kraichtal              | 1.437                     | 1.691                     |
| Odenheim                   | Östringen              | 3.261                     | 3.447                     |
| Östringen                  | Östringen              | 4.703                     | 5.667                     |
| Philippsburg, Stadt        | Philippsburg           | 4.030                     | 5.563                     |
| Rheinhausen                | Oberhausen-Rheinhausen | 1.763                     | 1.980                     |
| Rheinsheim                 | Philippsburg           | 2.363                     | 2.670                     |
| Stettfeld                  | Ubstadt-Weiher         | 1.223                     | 1.435                     |
| Ubstadt                    | Ubstadt-Weiher         | 2.129                     | –                         |
| Ubstadt-Weiher             | Ubstadt-Weiher         | –                         | 9.047                     |
| Untergrombach              | Bruchsal               | 4.141                     | 5.120                     |
| Unteröwisheim, Stadt       | Kraichtal              | 2.556                     | 2.924                     |
| Waghäusel                  | Waghäusel              | 517                       | 638                       |
| Weiher                     | Ubstadt-Weiher         | 2.561                     | –                         |
| Wiesental                  | Waghäusel              | 6.528                     | 7.384                     |
| Zeutern                    | Ubstadt-Weiher         | 1.961                     | 2.081                     |

## Kfz-Kennzeichen
Am 1. Juli 1956 wurde dem Landkreis bei der Einführung der bis heute gültigen Kfz-Kennzeichen das Unterscheidungszeichen BR zugewiesen. Es wurde bis zum 31. Dezember 1972 ausgegeben.
Seit dem 3. Februar 2025 ist es als alternatives Kennzeichen im Landkreis Karlsruhe erhältlich.